# ねこだもん。
ねこだもん。は、「月刊 声優グランプリ」（主婦の友社）で連載の同名のコミックに関連したインターネットラジオ（ランティスウェブラジオ）番組である。
イラストを描いているのは森永たまち名義で構成作家をやったりしている三重野瞳。

## 概要
- 番組は約5分間の音声ドラマ
- 出演者は少女役の田村ゆかりと、ねこ役の新谷良子の2人だけ
- オープニング主題歌は新谷良子「バタフライ」
- 配信は毎週月曜日でバックナンバーは2週間分

## サブタイトル
1. 2005年8月8日：フォーチュンクッキーだもん。
2. 2005年8月15日：ひまわりだもん。
3. 2005年8月22日：さがしていたんだもん。
4. 2005年8月29日：ちゃんとするんだもん。
5. 2005年9月5日：草とねこだもん。
6. 2005年9月12日：おでこだもん。
7. 2005年9月19日：トゲ抜きだもん。
8. 2005年9月26日：夜だもん。
9. 2005年10月3日：お風呂だもん。
10. 2005年10月10日：カレーは辛いんだもん。
11. 2005年10月17日：お花屋さんだもん。
12. 2005年10月24日：手をつなぐんだもん。